# هانس لوند
هانس لوند (بالإنجليزية: Hans Lund)‏ هو لاعب بوكر أمريكي، ولد في 23 سبتمبر 1950 في كاليفورنيا في الولايات المتحدة، وتوفي في 6 نوفمبر 2009 بسبب سرطان.